# Synagoga Arona Falkego w Łodzi
Synagoga Arona Falkego w Łodzi – prywatny dom modlitwy znajdujący się w Łodzi przy ulicy Zgierskiej 15.
Synagoga została zbudowana w 1900 roku z inicjatywy Arona Falkego. Mogła ona pomieścić 43 osoby. Podczas II wojny światowej hitlerowcy zdewastowali synagogę.